# Gornje Obrinje
Abri e Epërme en albanais et Gornje Obrinje en serbe latin (en serbe cyrillique : Горње Обриње) est une localité du Kosovo située dans la commune/municipalité de Gllogoc/Glogovac, district de Pristina (Kosovo) ou district de Kosovo (Serbie). Selon le recensement kosovar de 2011, elle compte 1 776 habitants, dont 1 774 Albanais.

## Démographie

### Évolution historique de la population dans la localité
| 1948 | 1953 | 1961 | 1971  | 1981  | 1991  | 2011  |
| ---- | ---- | ---- | ----- | ----- | ----- | ----- |
| 832  | 900  | 987  | 1 208 | 1 533 | 1 943 | 1 776 |

|  |